# Alexandru Ecovoiu
Alexandru Ecovoiu (n. 3 noiembrie 1943, București) este un romancier român contemporan.

## Biografie
Deși a debutat în anii ’80, a intrat în atenția publicului și a criticii literare abia în 1995, o dată cu publicarea romanului Saludos (Premiul Uniunii Scriitorilor din România, 1996, Premiul Revistei Observator-München, 1998). Talentul și l-a confirmat prin publicarea romanului Stațiunea (Premiul Academiei Romane, 1997). În traducere în limba germană i-au apărut la München, în Editura Radu Bărbulescu, Saludos (ediția 1, 1998 și ediția a 2-a 2000) și culegerea de proze scurte Die drei Mozart-Kinder (Cei trei copii-Mozart), 2002. La Editura Polirom au apărut Saludos (2004), Ordinea (2005), Stațiunea (2007), Cei trei copii-Mozart (2008), După Sodoma (2012), Ambitus (2018).

## Premii literare
- Nominalizat la Premiul „LiterArt – XXI”, SUA, 1997
- Premiul „Observator  München”, Germania; 1998

## Opere

### Romane
- Saludos, 1995, Editura EST, reeditată la Editura Gramar și Editura Polirom (ISBN 973-681-822-5) - premiul Uniunii Scriitorilor și Observator München
- Stațiunea, 1997, Editura EST - Premiul Academiei Române[2]
- Sigma, 2002, Editura Cartea Românească - Premiul Asociației Scriitorilor din București;
- Ordinea, 2005, Editura Polirom [3], ISBN 973-681-977-9
- După Sodoma, 2012, Editura Polirom, ISBN 9789734627318 - premiul Cartea anului 2012
- Ambitus, 2018, Editura Polirom ISBN 978-973-46-7560-9 - nominalizarea la Premiul Cartea anului 2018

### Proză și povestiri

#### Proză
- Fuga din Eden, Editura Albastros, 1984, București
- Călătoria, Editura Albatros, 1987, București

#### Povestiri
- Cei trei copii-Mozart, 2001, Editura Cognitum, reeditată în 2008 la Editura Polirom, ISBN 978-973-46-0878-2